# Coniopteryx (Scotoconiopteryx) flinti
Coniopteryx (Scotoconiopteryx) flinti is een insect uit de familie van de dwerggaasvliegen (Coniopterygidae), die tot de orde netvleugeligen (Neuroptera) behoort. 
Coniopteryx (Scotoconiopteryx) flinti is voor het eerst wetenschappelijk beschreven door Meinander in 1975.